# Gymnotus jonasi
Gymnotus jonasi är en fiskart som beskrevs av Albert och Crampton 2001. Gymnotus jonasi ingår i släktet Gymnotus och familjen Gymnotidae. IUCN kategoriserar arten globalt som livskraftig. Inga underarter finns listade i Catalogue of Life.